# 未來日記 (真人秀)
《未來日記》（日语：未来日記）是由日本TBS電視台製作的愛情真人秀，曾經在香港等地播放。該節目的參演者為通過試鏡的人士，基本上有2人（1男1女），在故事中會有3至4人出現。參演者事前並不認識，並事前取得的日記、決定是按照自己的日記行動，或是作出相反的行動。該節目共有9輯，另有電影版和特別篇。
2021年12月，Netflix重新製作推出新版未來日記。